# Jean Wier
Jean Wier (ou  Johann Weyer, Johannes Weier, en latin Joannes Wierus ou le pseudonyme Piscinarius) (né en 1515 ou 1516 à Grave dans le Duché de Brabant et mort en 1588 à Tecklenburg) était un médecin et opposant à la chasse aux sorcières.

## Biographie
Fils d'un prospère marchand en gros de charbons, d'ardoises et de houblon, il suivit à partir de 1532 des études de latin à Bois-le-Duc, Louvain et à partir de 1532 à Bonn. L'influence de son professeur  Henri-Corneille Agrippa de Nettesheim se retrouve dans toute son œuvre. Il étudia la médecine à Paris, avant 1535, lors d'un séjour en France. On ne sait pas de quelle université il tient son diplôme de médecine, ni même s'il l'a effectivement obtenu. Il exerce en tout cas la médecine à son retour de France dans la région de Grave, puis à partir de 1545 à Arnheim, où en 1548 il intervient pour la première fois comme médecin dans un procès en sorcellerie contre un voyant.
Sur la recommandation de l'humaniste Konrad Heresbach, il devint en 1550 le médecin personnel du duc Guillaume de Clèves. Au sein de cette cour ouverte à l'influence humaniste d'Érasme et tolérante en matière de religion, on ne sait pas si Wier resta catholique ou devint calviniste.
Dans sa position de médecin de cour Jean Wier rédigea et publia en 1563 à Bâle son œuvre principale, le  De praestigiis daemonum (Des illusions des démons), puis d'autres traités de pharmacologie, de psychiatrie et de médecine. En 1578, il laissa sa position du médecin personnel du duc à son fils Galenus. Il continua néanmoins à reprendre ses ouvrages jusqu'à sa mort en 1588.

## LeDe praestigiis daemonum
Commencées dans la première moitié du XVe siècle, les grandes chasses aux sorcières eurent une pause à partir des années 1520 du fait des troubles liés à la Réforme protestante, et reprirent dans les années 1560. Un des enjeux est la question qui opposent alors ceux, majoritaires qui tiennent au « transport réel et corporel » des adeptes du démon lors du Sabbat, et ceux qui, s'appuyant sur un texte du IXe siècle le Canon Episcopi, affirment sur les sorcelleries ne sont que des illusions du Diable.
Dans son De Praestigiis daemonum et incantationibus ac venificiis libri V, publié en 1563, dans lequel il s'oppose au Malleus Maleficarum (Le marteau des sorcières), Jean Wier y fait la distinction entre les « magiciens infâmes », réellement coupables de crimes diaboliques, et les sorcières, qui sont elles la proie d'illusions maladives.
Pour le médecin Jean Wier, les illusions des sens sont le résultat d'un dérèglement des « humeurs », en particulier de la bile noire supposée être à l'origine de la mélancolie et « qui infecte le siège de l’esprit », et ce qu'il appelle leur « vertu imaginative », « phantasie » ou « imagination ». Les « mélancoliques » croient voir des « monstres phantastiques » pendant leurs rêves, ou même éveillés en plein jour dans les pires des cas. Cette théorie médicale des rèves remonte au XIIe siècle et le  Liber de spiritu et anima  d'Alcher de Clairvaux, et se retrouve également chez d'autres auteurs de la même époque. Dans certains cas, reprenant des idées émises par Marsile Ficin c'est même la seule « force de l'imagination » qui peut être la source des illusions.
L'influence du diable est cependant loin d'être systématiquement niée, car les humeurs ou l'imagination seule peuvent engendrer ces fantasmes, « Le diable donc n’en poura-il pas bien faire autant, luy qui est esprit, lequel se peut par la permission de Dieu, entremesler dedans les instruments des sens, esmouvoir les humeurs & vapeurs qui luy sont commodes, ou envoyer un vent idoine dedans les instruments, principalement après avoir choisi la complexion, l’age, le sexe, ou autres causes interieures & exterieures[...] ». Le démon profite dans sa malice des faiblesses humaines et s'attaque donc surtout aux mélancoliques, aux hérétiques, aux méchants, et surtout aux femmes : « Le diable […] induit volontiers le sexe féminin, lequel est inconstant à raison de sa complexion, de legere croyance, malicieux, impatient & melancolique pour ne pouvoir commander à ses affections : & principallement les vieilles debilles, stupides & d’esprit chancellant ». C'est cette origine commune qui explique les similarités des aveux des prétendus sorcières, croyant de façon illusoire se rendre Sabbat. Cette thèse se trouvait déjà à la fin du XVe siècle chez Ulrich Molitor, qui s'inspirait du Commentaire des Sentences (1252-1254) de Thomas d’Aquin

### Succès et polémiques
Le texte a connu de nombreuses rééditions. Traduit en allemand dès 1565, il le fut en français dès 1567 par le médecin Jacques Grévin sous le titre Cinq livres de l’imposture et tromperie des diables, des enchantements et sorcelleries, et une nouvelle édition augmentée parut en 1579. Il fut traduit en anglais en 1584 par Reginald Scot dans sa Discoverie of witchcraft.
Le livre fut attaqué par Thomas Erastus, avec lequel Wier correspondit, et auquel il répondit en 1577 dans son De lamiis (Des sorcières), qui est en fait un abrégé de ses thèses. Des attaques bien plus violentes furent le fait du juriste français Jean Bodin dans sa Démonomanie des Sorciers (1580), qui consacre la moitié du dernier chapitre de son livre à réfuter les arguments juridiques de Wier, en l'accusant d'être lui-même un mage démoniaque, et par le jésuite espagnol  Martín Antonio Delrío, dans son Disquisitionum magicarum Controverses et recherches magiques 1599) qui le surnomma « Wierus hereticus ».
Le livre fut brûlé par l'Université luthérienne de Marbourg et mis à l'Index par le gouverneur catholique des Pays-Bas, le duc d'Albe Ferdinand Alvare de Tolède.
Ses arguments furent la base des opposants à la chasse aux sorcières repris par Jodocus Hocker (1569) Johann Ewich (1584), Johann Georg Gödelmann  et Hermann Witekind (1597), jusqu'à Friedrich Spee von Langenfeld (1631).

### LaPseudomonarchia Daemonum
En 1577, Jean Wier ajoute en appendice à son ouvrage, la Pseudomonarchia Daemonum.

### Postérité
Pour Rolley il s'agit d'« un texte singulier, aux conclusions audacieuses ; mais la postérité a eu tendance à exagérer le caractère radical et novateur des arguments, au point de caricaturer quelquefois son auteur et d’en faire le précurseur des aliénistes du XIXe siècle ou des psychiatres modernes. »
À partir du XIXe siècle Wier fut vu comme un champion de l'humanisme contre l'obscurantisme et comme un précurseur ou un fondateur de la psychiatrie. Freud affirma que le De praestigiis daemonum était l'un des dix livres les plus importants jamais écrits.
Un bâtiment et des services du Centre hospitalier Guillaume-Régnier de Rennes, en Bretagne et France, spécialisé en psychiatrie portent parmi d'autres son nom.